# St. Georg (Bermatingen)

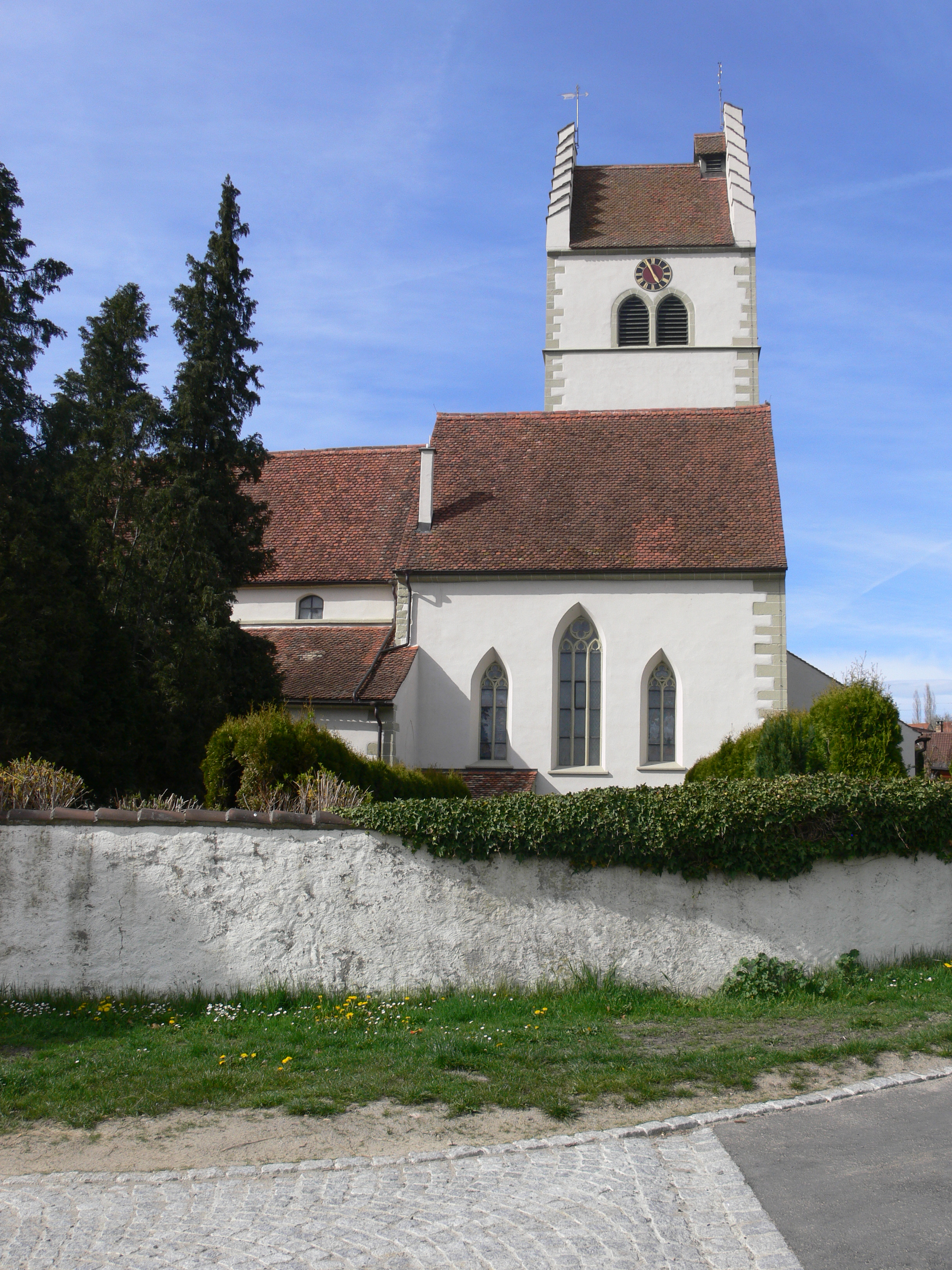
St. Georg in Bermatingen

Die römisch-katholische Pfarrkirche St. Georg steht in Bermatingen, einer Gemeinde im Bodenseekreis in Baden-Württemberg. Die Kirchengemeinde gehört zum Dekanat Linzgau im Erzbistum Freiburg. Die Kirche ist als Denkmal beim Landesamt für Denkmalpflege Baden-Württemberg eingetragen.

## Beschreibung
Die Pseudobasilika, die nach 1830 umgebaut wurde, hat ein Mittelschiff und zwei Seitenschiffe. Am Mittelschiff befindet sich im Osten ein rechteckiger Chor, an dessen Nordwand der Chorflankenturm angebaut ist, der mit einem Satteldach zwischen Staffelgiebeln bedeckt ist. Sein oberstes Geschoss beherbergt die Turmuhr und den Glockenstuhl mit sechs Glocken. Zur Kirchenausstattung gehört ein um 1620 gebauter Hochaltar, dessen Altarretabel ursprünglich zu einem Rosenkranzaltar gehörte. Ein Tafelbild mit der Krönung Mariens ist mit 1526 datiert. Die 1882 von Wilhelm Schwarz & Sohn gebaute Orgel wurde 1904 von Ernst von Werra generalüberholt.